# A. W. Sandberg
Anders Vilhelm Wilian Sandberg (Viborg, 22 maggio 1887 – Bad Nauheim, 27 marzo 1938) è stato un regista e sceneggiatore danese.

## Biografia
Sandberg, figlio di Otto Carl Sandberg e Anna Mathilde Wilian, ha curato la regia di 58 film per la Nordisk Film nel periodo 1914-1925, per 19 dei quali ha anche scritto la sceneggiatura, e di 15 è stato direttore della fotografia.
È stato sposato tre volte, con le attrici Karen Møller, Else Frölich e Ruth Jacobsen.

## Filmografia
- Husassistenten, anche direttore della fotografia (1914)
- Frederik Buch til søs, anche direttore della fotografia (1914)
- Ungkarl og Aegtemand, anche direttore della fotografia (1914)
- Smuglerens datter, anche direttore della fotografia (1914)
- Appetit og kærlighed, anche direttore della fotografia (1914)
- Lykkeligt indbrud, anche direttore della fotografia (1915)
- Hovmod står for fald, anche direttore della fotografia (1915)
- Proletardrengen (1915)
- Cowboymillionæren (1915)
- Plimsolleren (1915)
- Katastrofen i Kattegat (1915)
- Manden med de ni Fingre I (1915)
- Manden med de ni Fingre II (1915)
- Manden med de ni Fingre III (1916)
- Manden med de ni Fingre IV (1916)
- Proletardrengen (1916)
- Den mystiske tjener (1916)
- Manden med de ni Fingre V (1917)
- Mellem de yderste Skær (1917)
- Klovnen (1917)
- En Kunstners Kærlighed (1918)
- Manden med Arret (1918)
- De mystiske Fodspor (1918)
- Rytterstatuen (1919)
- Kærlighedens almagt (1919)
- Solskinsbørnene (1919)
- Kærlighedsleg (1919)
- Stodderprinsessen (1920)
- Kærlighedsvalsen (1920)
- Det døde Skib (1920)

- Die Benefiz-Vorstellung der vier Teufel (1920)
- Vor fælles Ven (1921)
- Kan disse Øjne lyve? (1921)
- Pigen fra Sydhavsøen (1922)
- Store Forventninger (1922)
- David Copperfield (1922)
- Lasse Månsson fra Skaane (1923)
- Nedbrudte Nerver (1923)
- Paa Slaget 12 (1923)
- Den sidste Dans (1923)
- Lille Dorrit (1924)
- Wienerbarnet (1924)
- Kan Kvinder fejle? (1924)
- Min Ven Privatdetektiven (1924)
- Kærligheds-Øen (1924)
- Morænen (1924)
- Fra Piazza del Popolo (1925)
- Klovnen (1926)
- Maharajahens Yndlingshustru (1926)
- Nozze sotto il terrore (Revolutionshochzeit) (1928)
- Le capitaine jaune (1931)
- Fem raske piger (1933)
- 7-9-13 (1934)
- København, documentario (1935)
- Tuborgfilmen, documentario (1935)
- Til Danmark over de store Broer documentario, (1936)
- Millionærdrengen (1936)
- Vikingerne, deres forfærdre og efterkommere, documentario (1936)
- Indvielse af Storstromsbroen, documentario (1936)